# Методи Балалчев
Методи Трайков Балалчев е един от най-известните български дърворезбари на XX век.

## Биография
Методи Балалчев е роден на 18 май 1896 година в ресенското село Сопотско, което тогава е в Османската империя. Емигрира в свободна България. Основател е на Дружеството на художниците приложници в 1930 година. В 1938 година става председател на Дружеството на художниците иконописци и резбари.
Умира в София на 16 май 1978 година.

## Творчество
Балалчев е автор на резбования иконостас на църквата „Свети Архангел Михаил“ в софийския квартал Симеоново. Резбова иконостаса в троянската църква „Света Параскева“ в стила на тревненската школа с множество растителни и животински мотиви. Дело на Балалчев е иконостасът в църквата „Свети Архангел Михаил“ в плевенското село Крушовица.
В 1924 – 1929 година участва в реконструкцията на изгорелия Народен театър „Иван Вазов“ в София, като въвежда на фасадата нови декоративни елементи в сецесионов дух – бюкрани, гирлянди, розетки. В 1937 година прави иконостаса в църквата „Успение Богородично“ в Арчар.
В 1938 година изработва иконостаса за „Света Петка“ във Варна. В 1939 година му е възложено да изработи иконостаса и вратите с колонадите на академичния параклис „Свети Климент Охридски“ при Богословския факултет на Софийския университет. В 1937 година изработва иконостаса, а в 1940 година владишкия трон, катедрата и двата аналоя на църквата „Свети Николай“ във Варна. В 1939 – 1940 година изработва иконостаса и архиерейския трон, два певника с по два трона и два малки подвижни иконостаса за русенската църква „Вси Светии“. Иконостасът от „Вси Светии“ е пренесен след разрушаването на църквата в храма „Света Троица“ в село Вранино, Добруджа.
В 30-те години на XX век заедно с Тодор Христов и Петър Кушлев прави стенните касети за Военния мавзолей-костница в София, а по-късно в 1943 година участва в оформлението на църквата му „Свети Георги“.
В 1941 година прави клиросите и троновете за софийската църква „Свети Георги“. В 1948 година изработва от бряст иконостаса, владишкия трон, малките тронове и иконостаси на видинската църква „Успение Богородично“.